# Mogomotho
Mogomotho est une ville du Botswana.